# Höckerlinie

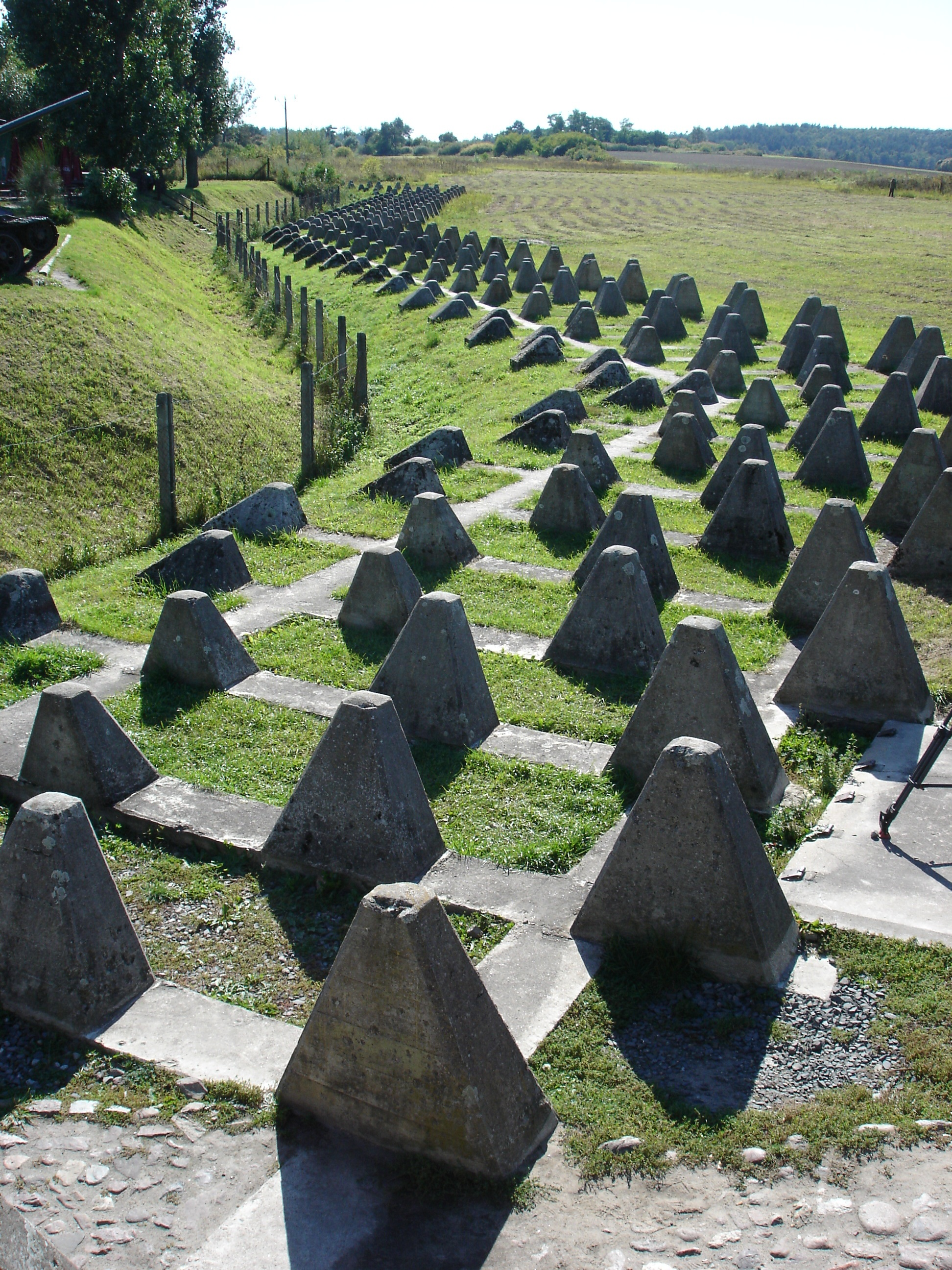
Höckerlinie an der Festungsfront Oder-Warthe-Bogen (Panzerwerk 717)

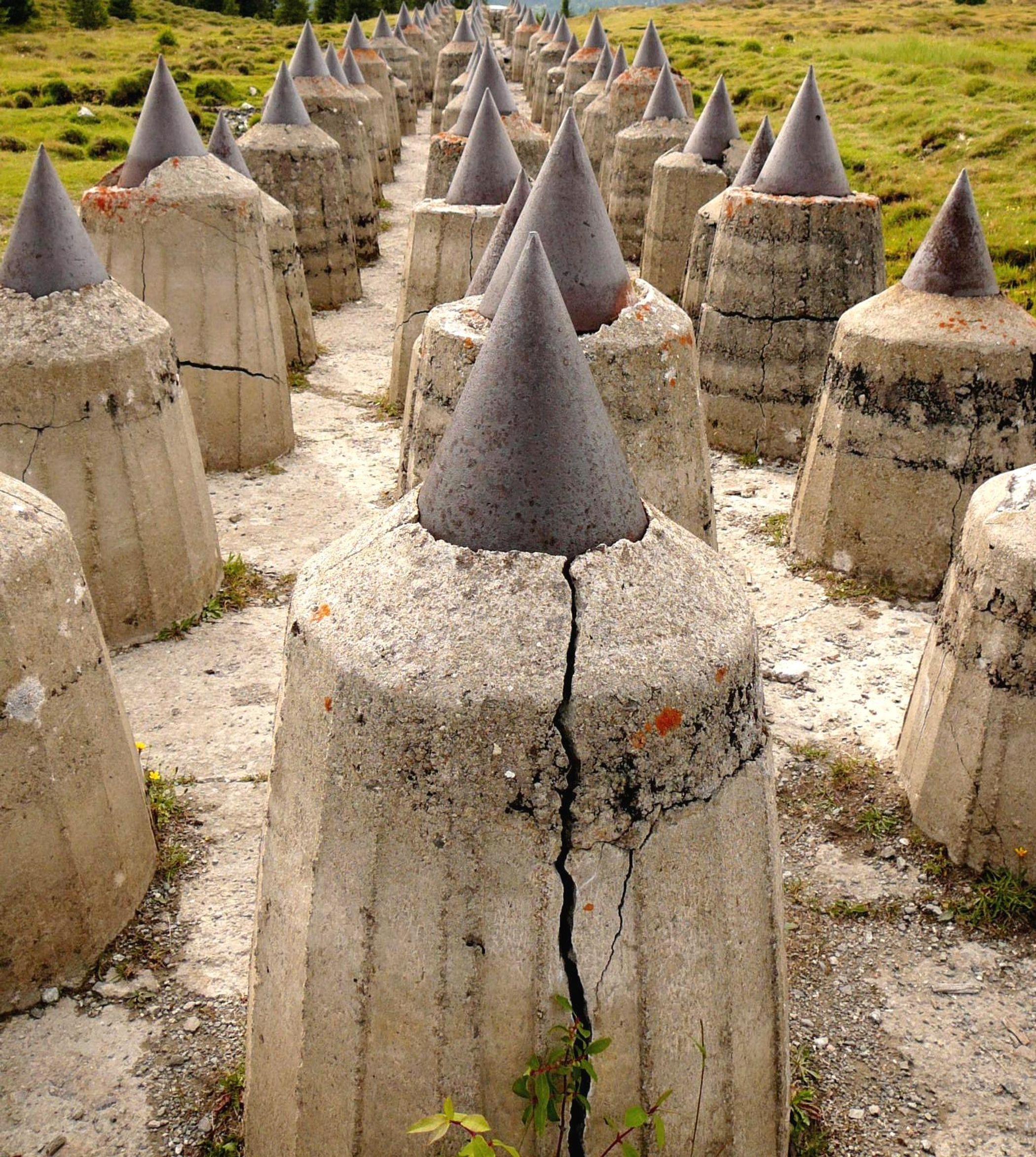
Höckerlinie, bestehend aus einbetonierten Holzpfählen mit Metallspitze, Teil des Alpenwalls in Südtirol (Werkgruppe Vinschgau)

Höckerlinie, auch Drachen- oder Hitlerzähne genannt, ist eine umgangssprachliche Bezeichnung für höcker- oder zahnförmige Panzersperren aus Beton, wie sie zum Beispiel am Westwall verwendet wurden. Die Höckerlinie gehört neben dem Tschechenigel weltweit zu den gebräuchlichen Panzersperren.

## Zweck
Mit den Höckerlinien wollte man Panzerangriffe auf Bunkerstellungen erschweren und hoffte, dass sich der Gegner auf bestimmte Stellen konzentrieren würde, wo dann die eigene Abwehr (Panzer, Panzerabwehrwaffen) eingreifen könnte. Um Infanterieangriffe und vorrückende Sprengtrupps abzuhalten, wurden die Höckerlinien von Bunkern flankiert und zusätzlich mit Drahtverhauen umgeben. Zur Abwehr von Panzern gab es für die Panzerabwehrwaffen tiefgestaffelte Wechselstellungen mit Betonschutzschilden. Mit den stärkeren Panzern musste die Widerstandskraft der Hindernisse laufend vergrößert oder zusätzlich davor ein Panzergraben von etwa 4,5 m Breite ausgehoben werden.
Der Gegner wandte zur Überwindung der Hindernisse verschiedene Taktiken an. Meist ging zuerst die Infanterie über die Höckerlinie unter dem Feuer der Artillerie auch mit Nebel vor und bildete einen Brückenkopf, in dem die umliegenden Bunker niedergekämpft wurden. Dann wurde eine Lücke ins Hindernis gesprengt oder diese mit Erde durch Pionierpanzer überdeckt, damit die Panzer vorrücken konnten.

## Herstellung
Die Bunker wurden vor Ort in Beton gegossen, weil sie wegen ihres Gewichts mit den damaligen Lastwagen nicht transportiert werden konnten. Stahlbeton hat eine hohe Dichte von ca. 2,3 Tonnen pro Kubikmeter (t/m³).  Auch die Betonhöcker der Kampfwagenhindernisse wurden vor Ort gegossen.

## Bautypen

### Deutschland
Die Höcker wurden entsprechend der technischen Entwicklung der Panzer immer größer und schwerer gebaut, wobei im schwierigeren Gelände aus Kostengründen kleinere Höcker oder andere Panzersperren eingesetzt wurden. Die Höcker wurden normalerweise massenhaft als Regelbau-Typen mit normierten Bauformen erstellt.
Die Höcker aus Stahlbeton standen in mehreren Reihen auf einem gemeinsamen Fundament:
- Modell 1938: Breite 7,35 m, Höhe feindseitig 0,6 m, Freundseite 1 m, 2-reihig mit 4 Höckern je Querreihe, Sicherheit gegen Panzerfahrzeuge bis 20 Tonnen
- Modell 1938 verstärkt: Breite 19,35 m, 5 Reihen, Sicherheit gegen Panzerfahrzeuge aller Gewichtsklassen
- Modell 1939: Breite 13,45 m, Höhe feindseitig 0,8 m, Freundseite 1,5 m, 3-reihig, Sicherheit bis 36 Tonnen

### Schweiz
Das 1923 aufgelöste und 1935 reaktivierte Befestigungsbüro (BBB) des schweizerischen Generalstabes erstellte von 1936 bis 1937 die ersten Pläne für Tankbarrikaden mit 1 m langen Eisenbahnschienen, die so in die Erde gesteckt wurden, dass sie eine Art Hügel bildeten. Sie wurden bald als ineffektiv für einen Panzerkrieg betrachtet.
Ab 1941 wurden Pläne für Tankhindernisse für ebenes Gelände mit dreieckigen Betonblöcken (Höcker) erstellt. Diese Höckerlinien wurden von der Bevölkerung wegen ihrer Ähnlichkeit mit der Form der Schokolade Marke Toblerone auch Toblerone genannt.

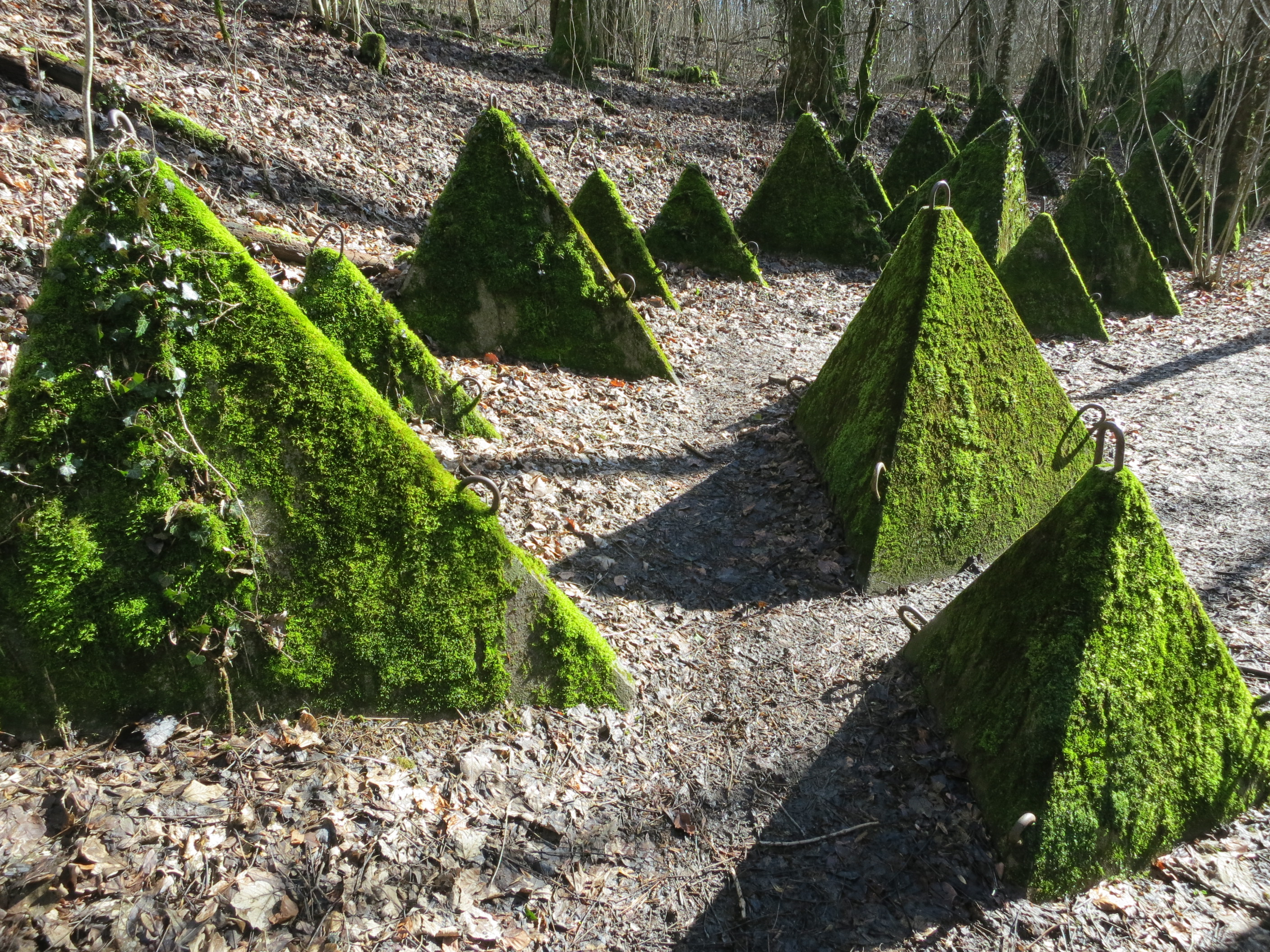
Höckerlinie am Tobleroneweg, Schweiz
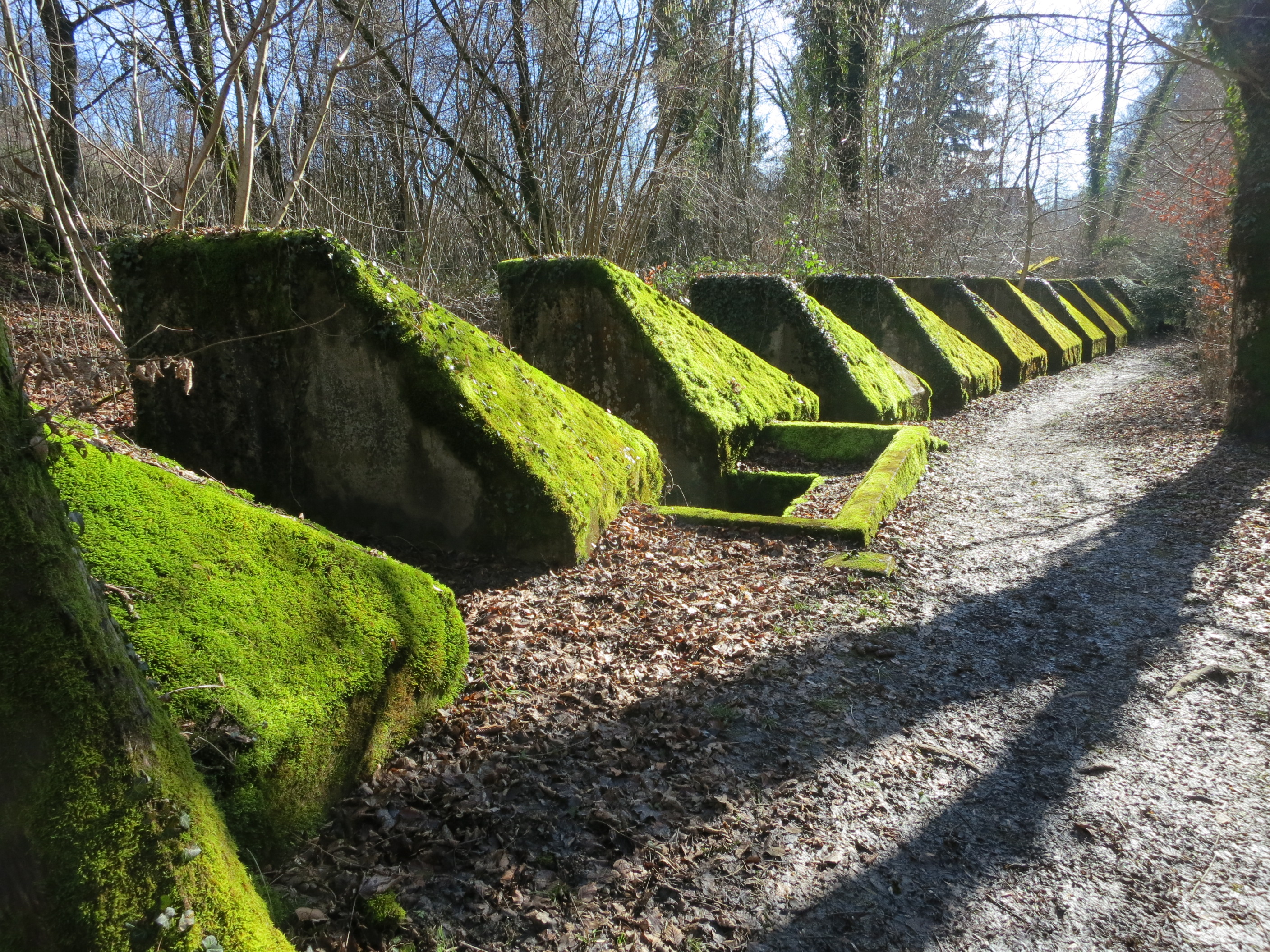
«Toblerone»-Höckerlinie, ein Höcker wiegt ca. 9 Tonnen
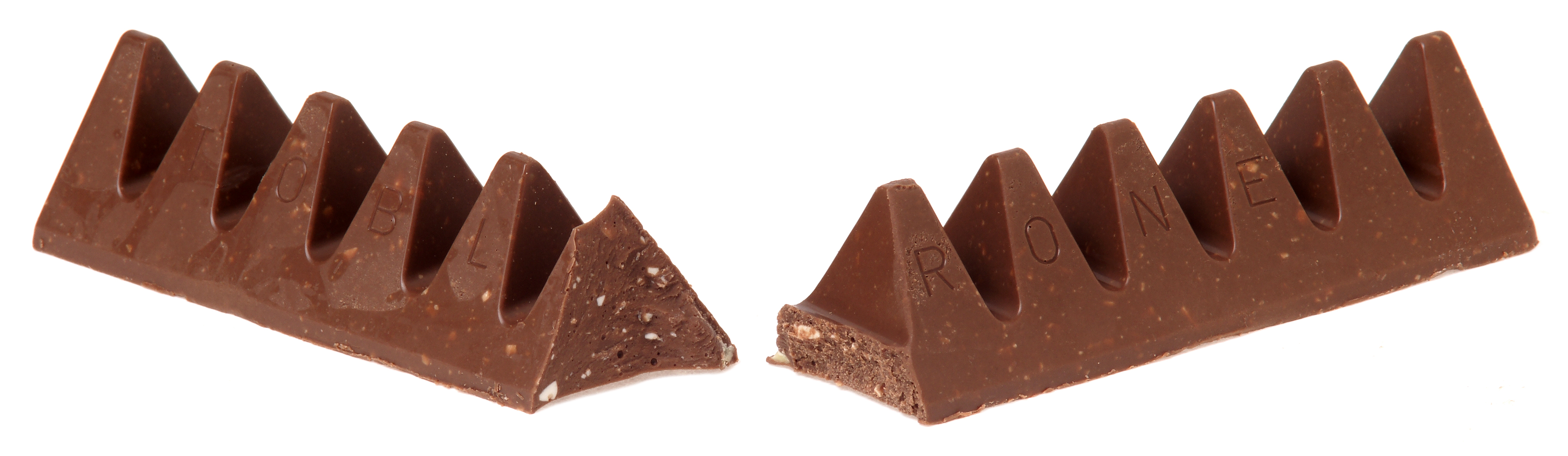
Toblerone-Schokolade

## Verwendung nach dem Zweiten Weltkrieg
- Demilitarisierte Zone zwischen Nordkorea und Südkorea[4]
- „Wagnerlinie“ in der Oblast Luhansk während des Russisch-Ukrainischen Kriegs im Oktober 2022.[5]
- In der Suwałki-Lücke an der Grenze zwischen Litauen und der russischen Enklave Kaliningrad[6]